# GraphEdit

Пример графа-фильтров для воспроизведения AVI-файла

GraphEdit — утилита, поставляемая совместно с DirectShow SDK. Предназначена для визуализации построения графа фильтров DirectShow. Фильтры — это объекты, которые выполняют функции захвата, преобразования и визуализации данных. В программе фильтры представлены в виде прямоугольников.
Схематически в программе стрелочками показываются связи между фильтрами, по которым происходит движение потока данных. После того, как граф фильтров создан в программе, его можно запустить на выполнение.